# Uloboridae
Uloboridae là một họ loài nhện không có nọc độc. Chúng giết con mồi bằng cách cách nghiền nát bằng 140 mét tơ.
Tất cả các loài trong họ này tạo ra tơ gọi là cribellate.

## Phân bố
Họ này phân bố hầu như khắp thế giới.
Chỉ có hai loài được biết đến ở bắc châu Âu: Uloborus walckenaerius và Hyptiotes paradoxus.

## Các chi
- Ariston O. P-Cambridge, 1896 (Central America)
- Astavakra Lehtinen, 1967 (Philippines)
- Conifaber Opell, 1982 (South America)
- Daramulunia Lehtinen, 1967 (Samoa, Fiji, New Hebrides)
- Hyptiotes Walckenaer, 1837 (Palearctic)
- Lubinella Opell, 1984 (New Guinea)
- Miagrammopes O. P.-Cambridge, 1870 (America, Austrasia)
- Octonoba Opell, 1979 (Russia, Central Asia to Japan)
- Orinomana Strand, 1934 (South America)
- Philoponella Mello-Leitão, 1917 (Africa, America, Asia, Australia)
- Polenecia Lehtinen, 1967 (Mediterranean to Azerbaijan)
- Purumitra Lehtinen, 1967 (Australia, Philippines)
- Siratoba Opell, 1979 (USA, Mexico)
- Sybota Simon, 1892 (South America)
- Tangaroa Lehtinen, 1967 (Oceania)
- Uloborus Latreille, 1806 (worldwide)
- Waitkera Opell, 1979 (New Zealand)
- Zosis Walckenaer, 1842 (Pantropical)